# Избори за Скупштину Црне Горе 2023.
Избори за Скупштину Црне Горе 2023. су одржани 11. јуна, а на изборима је учествовало 15 листа. Одржавају се као ванредни избори, након што је изгласано неповјерење влади Дритана Абазовића у августу 2022. године, а предсједник Мило Ђукановић распустио Скупштину и расписао изборе у марту 2023. године.

## Позадина
Након резултата црногорских парламентарних избора 2020. године, који су резултирали побједом опозиције и падом с власти владајуће ДПС, након 30 година владавине државом, три опозиционе листе, ЗБЦГ, МНН и УРА, договориле су формирање експертску владу коју је водио универзитетски професор Здравко Кривокапић. Према коначном договору странака, нова влада биће ограничена на годину дана, са главним циљевима; борба против корупције и деполитизација јавних институција након 30 година владавине ДПС-а, као и реформа изборних закона, због припреме атмосфере за одржавање нових, „првих поштено организованих“ избора. Десничарски популистички ДФ најавио је ограничену подршку Кабинету Кривокапића, надајући се новим парламентарним изборима крајем 2021. године. Док је опозициони националистички ДПС предсједника Ђукановића најављивао будуће активности у оквиру „блока црногорске државности“, заједно са својим дугогодишњим мањим коалиционим партнерима; СД и ЛП, као и са неким новоформираним националистичким партијама и иницијативама, позивајући се на своју улогу у обнављању црногорске државности 2006. године, као и оптужујући нову владу да наводно „угрожава националне интересе, суверенитет и независност Црне Горе“. У августу 2022. влада је пала и странке су или морале да формирају нову коалицију или су морали да буду расписани нови избори.
Предсједник Мило Ђукановић је 16. марта 2023. године распустио скупштину, након што парламентарна већина неколико мјесеци није могла да формира нову владу, што је довело до нових парламентарних избора.

## Изборни систем
81 мандат у Скупштини Црне Горе бира се у јединственој изборној јединици на нивоу цијеле државе по затвореној листи пропорционалне заступљености . Мјеста се додјељују по д'Oнт методи са изборним прагом од 3%. Међутим, мањинске групе које не чине више од 15% становништва у округу добијају изузеће које снижава изборни праг на 0,7%. Странке исте мањине се при рачунању мандата сабирају на највише три мандата. Посебан изузетак је дат етничким Хрватима, при чему ако ниједна листа која представља становништво не пређе цензус од 0,7 одсто, листа са највише гласова ће освојити једно место ако добије више од 0,35 одсто гласова.

## Изборне листе
Државна изборна комисија Црне Горе је 26. маја 2023. утврдила изборне листе за парламентарне изворе.
| Бр. | Назив изборне листе | Носилац изборне листе       | Напомена |
| --- | --- | --------------------------- | -------- |
| 1   | Јасно је! — Бошњачка странка — мр Ервин Ибрахимовић | Ервин Ибрахимовић           | М        |
| 2   | ХГИ – На правој страни свијета | Адријан Вуксановић          | М        |
| 3   | „Правда за све” – др Владимир Лепосавић | Владимир Лепосавић          |          |
| 4   | СНП – ДЕМОС – За тебе. | Владимир Јоковић            |          |
| 5   | „Народна коалиција — сложно и тачка” — (Дејан Вукшић — Демохришћански покрет; Марко Милачић — Права Црна Гора; Владислав Дајковић — Слободна Црна Гора; Драгица Перовић — Демократска српска странка; др; Новица Станић — Покрет за Пљевља; | Дејан Вукшић                |          |
| 6   | Албанска алијанса — Aleanca Shqiptare | Генци Ниманбегу             | М        |
| 7   | Преокрет за сигурну Црну Гору – Срђан Перић | Срђан Перић                 |          |
| 8   | Покрет за промјене – Прво Црна Гора – Небојша Медојевић – Реформе за спас земље | Небојша Медојевић           |          |
| 9   | Да. Ми можемо за грађанску Црну Гору! | др Драгица Перовић Ивановић |          |
| 10  | Заједно! За будућност која ти припада – Данијел Живковић (ДПС, СД, ДУА, ЛП) | Данијел Живковић            |          |
| 11  | Европа сад – Милојко Спајић | Милојко Спајић              |          |
| 12  | СДП — За нашу кућу | Никола Ђурашковић           |          |
| 13  | Алекса и Дритан – Храбро се броји! | мр Алекса Бечић             |          |
| 14  | За будућност Црне Горе (Нова српска демократија, Демократска народна партија Црне Горе, Радничка партија, Српска радикална странка, Демократска странка јединства)                                                                          | Милан Кнежевић              |          |
| 15  | Албански форум – Ник Ђељошаj „Беса за европски развој” Forumi shqiptar — Nik Gjeloshaj „Besa për Zhvillim Evropian” | Ник Ђељошај                 | М        |

М — означава изборну листу националне мањине

## Резултати
|                                                                                          |                                      |         |       |        |         |      |
| Странка/коалиција                                                                        | Странка/коалиција                    | Гласови | %     | +/−    | Мандати | +/−  |
|                                                                                          | Европа сад                           | 77.203  | 25,53 | нова   | 24      | нова |
|                                                                                          | Заједно                              | 70.228  | 23,22 | −15,94 | 21      | −12  |
|                                                                                          | За будућност Црне Горе               | 44.565  | 14,74 | нова   | 13      | −2   |
|                                                                                          | Храбро се броји!                     | 37.730  | 12,48 | −5,55  | 11      | −1   |
|                                                                                          | Бошњачка странкаM                    | 21.423  | 7,08  | +3,09  | 6       | +3   |
|                                                                                          | СНП-ДЕМОС                            | 9.472   | 3,13  | нова   | 2       | −4   |
|                                                                                          | Социјалдемократска партија           | 9.010   | 2,98  | −0,18  | 0       | −2   |
|                                                                                          | Правда за све                        | 8.380   | 2,77  | нова   | 0       | нова |
|                                                                                          | Албански форумМ                      | 5.767   | 1,91  | +0,33  | 2       | +1   |
|                                                                                          | Преокрет                             | 4.833   | 1,60  | нова   | 0       | 0    |
|                                                                                          | Албанска алијансаМ                   | 4.512   | 1,49  | +0,35  | 1       | 0    |
|                                                                                          | Народна коалиција                    | 3.630   | 1,20  | нова   | 0       | −1   |
|                                                                                          | Хрватска грађанска иницијативаМ      | 2.226   | 0,74  | +0,47  | 1       | +1   |
|                                                                                          | Покрет за промјене                   | 1.933   | 0,66  | нова   | 0       | −5   |
|                                                                                          | Да, ми можемо за грађанску Црну Гору | 1.444   | 0,48  | нова   | 0       | нова |
| Неважећи/празни гласови                                                                  | Неважећи/празни гласови              | 2.890   | 2,09  | —      | —       | —    |
| Укупно                                                                                   | Укупно                               | 302.436 | 100   | —      | 81      | 0    |
| Регистровани гласачи/излазност                                                           | Регистровани гласачи/излазност       | 542.468 | 56,28 | —      | —       | —    |
| M — означава изборну листу националне мањине, којој није потребно да пређе цензус од 3%. |                                      |         |       |        |         |      |

## Анкете
Резултати анкете су наведени у табели испод обрнутим хронолошким редоследом, приказујући прво најновије и користећи датум када је обављен теренски рад, а не датум објављивања. Ако је тај датум непознат, уместо њега се наводи датум објављивања. Највећи проценат у свакој анкети је приказан подебљаним словима, а позадина је осенчена бојом водеће странке. У случају да постоји кравата, ниједна фигура није осенчена. Водећа колона са десне стране показује разлику у процентима између две стране са највећим бројем. Када одређена анкета не приказује број података за странку, ћелија странке која одговара тој анкети се приказује празна. Праг за странку да бира чланове је 3%.
 
| Датум    | Фирма анкете                                    | ДПС-ЛП | СД   | АК   | ДФ   | ДФ   | УЦГ       | Права | ДП   | СНП | Демос | ДЦГ  | ЦнБ  | БС  | СДП | АЛ  | ЕС   | Остали | Вођење |  |  |
| -------- | ----------------------------------------------- | ------ | ---- | ---- | ---- | ---- | --------- | ----- | ---- | --- | ----- | ---- | ---- | --- | --- | --- | ---- | ------ | ------ |  |  |
| Датум    | Фирма анкете                                    |        |      |      |      |      |           |       |      |     |       |      |      |     |     |     |      |        |        |  |  |
| мај 2023 | NSPM                                            | 22.1   | 22.1 | 22.1 | 15.3 | <1   | са ПЕС-ом | 2.2   | 2.2  | 2.4 | 2.4   | 12.9 | 12.9 | 4.4 | <1  | <1  | 32.5 | 8.3    | 10.3   |  |  |
| мај 2023 | CeDem                                           | 24.1   | 1.9  | <1   | 13.2 | 13.2 | <         | <1    | <1   | 2.1 | <1    | 11.1 | 4.4  | 5.1 | 2.2 | 1.9 | 29.1 | 5.2    | 5      |  |  |
| апр 2023 | Redfield & Wilton                               | 20     | 1    | <1   | 17   | 17   | <1        | <1    | <1   | 1   | <1    | 6    | 6    | 1   | 1   | <1  | 44   | 3      | 24     |  |  |
| феб 2023 | MB/CeDem                                        | 29     | 2.9  | 0.4  | 17.5 | 17.5 | 0.6       | 0.6   | 0.9  | 1.4 | 0.4   | 13.3 | 4.5  | 4   | 3.9 | 2.4 | 17.4 | 2      | 11.5   |  |  |
| дец 2022 | CeDem                                           | 28.1   | 2.9  | 1.7  | 14.2 | 14.2 | 0.9       | 1.1   | 2.2  | 3.2 | 0.4   | 13.1 | 5.3  | 4.1 | 3.3 | 1.3 | 15.2 | 0.8    | 12.9   |  |  |
| сеп 2022 | Datapraxis                                      | 33.1   | 2    | –    | 12.3 | 12.3 | 2.1       | 0.9   | –    | 2.3 | 1.6   | 9.4  | 10.2 | 3.2 | 6.2 | 0.7 | 13.6 | 2.4    | 19.5   |  |  |
| јун 2022 | CeDem                                           | 28.2   | 2.6  | 1.8  | 14   | 14   | 1         | 1.6   | –    | 3.8 | >1    | 14.9 | 4.8  | 3.3 | 3.4 | 2.3 | 10.9 | 6.1    | 13.3   |  |  |
| мај 2022 | RMA                                             | 23.5   | 2.8  | >1   | 17.9 | 17.9 | 2         | 2.3   | –    | 8.5 | 1.5   | 12.4 | 9.2  | 6.4 | 5.8 | >1  | 3.7  | 4      | 5.6    |  |  |
| јан 2022 | NSPM                                            | 26.4   | 2.2  |      | 15   | 15   | >1        | 2.5   | 11   | 2.8 | 1.2   | 17.1 | 7.8  | 3.7 | 5.6 | 2.1 | –    | 2.6    | 9.3    |  |  |
| дец 2021 | CeDem Архивирано на веб-сајту (29. јануар 2022) | 30.5   | 2.4  | >1   | 20.4 | 20.4 | 2         | 1.8   | –    | 2.9 |       | 19.3 | 6.2  | 6.1 | 4.3 | 2.4 | –    | 1.7    | 8.1    |  |  |
| јун 2021 | CeDem                                           | 31     | 3.4  | 1.2  | 18.7 | 18.7 | 1.3       | 1.9   | 4.9  | 3.5 | 1.6   | 18.4 | 6.4  | 4.4 | 3   | 2.9 | –    | 2.3    | 11     |  |  |
| окт 2020 | Damar                                           | 32.5   | 3.4  |      | 28.8 | 28.8 | 28.8      | 28.8  | 28.8 |     |       | 15.8 | 11   | 3.5 | 2.5 | 1.6 | –    | 0.1    | 3.7    |  |  |
| сеп 2020 | NSPM                                            | 20.8   | 2.6  |      | 10.3 | 10.3 | 0.3       | 4.4   | 24.5 | 3.1 | 0.8   | 13.8 | 11.3 | 3.4 | 2.3 | 2.1 | –    | 1.6    | 3.4    |  |  |
| сеп 2020 | CeDem                                           | 29.2   | 4.8  |      | 34.8 | 34.8 | 34.8      | 34.8  | 34.8 |     |       | 14.1 | 8.3  | 3.8 | 2   | 1.9 | –    | 2.1    | 5.6    |  |  |
| сеп 2020 | CeDem                                           | 30.5   | 5.1  | 0.7  | 20.8 | 20.8 | 0.3       | 1.8   | –    | 6.6 | 2.1   | 14.5 | 9.2  | 3.8 | 2.3 | 2.4 | –    | 2.3    | 9.7    |  |  |
|          |                                                 |        |      |      |      |      |           |       |      |     |       |      |      |     |     |     |      |        |        |  |  |
| авг 2020 | Изборни резултати                               | 35.1   | 4.1  |      | 32.5 | 32.5 | 32.5      | 32.5  | 32.5 |     |       | 12.5 | 5.5  | 3.9 | 3.1 | 1.6 | –    | 0.4    | 2.5    |  |  |

Напомене

1. ↑  DPS 28.9%, LP 0.1%
2. 1 2 3 4 5  UDSh only
3. 1 2 3 4 5 6  URA only
4. 1 2 3 4  ASh only
5. ↑  DPS 27.7%, LP 0.4%
6. ↑  URA 4.9%, Civis 0.4%
7. ↑  Forca 0.8%, ASh 1.3%
8. ↑  DPS 31.8%, LP 1.3%
9. 1 2 3 4  DPS only
10. 1 2 3 4 5  Below 1% of support
11. 1 2 3 4 5 6 7  Hypothetical poll
12. ↑  Forca 1.1%, ASh 1.8%
13. ↑  DNP 4.7%, NSD 3.6%, PzP 1%
14. ↑  ASh 1.7%, Forca 0.4%, LDSh 0.1%